# Montargis
Montargis je naselje in občina v osrednji francoski regiji Center, podprefektura departmaja Loiret. Leta 1999 je naselje imelo 15.030 prebivalcev.

## Geografija
Kraj leži v osrednji francoski pokrajini Gâtinais ob reki Loing in njenih pritokih Puiseaux in Vernisson ter kanalu Canal de Briare, 70 km vzhodno od Orléansa. Zaradi številnih vodnih poti in mostov se pogosto imenuje tudi Benetke Gâtinaisa.

## Administracija
Montargis je sedež istoimenskega kantona, v katerega je vključena njegova občina.
Naselje je prav tako sedež okrožja, v katerem se nahajajo kantoni Amilly, Bellegarde, Briare, Châlette-sur-Loing, Château-Renard, Châtillon-Coligny, Châtillon-sur-Loire, Courtenay, Ferrières-en-Gâtinais, Gien, Lorris in Montargis s 158.426 prebivalci.

## Zgodovina
Kraj je verjetno dobil ime po Moritasu, ki ga omenja Cezar v svojih Galskih vojnah, vsekakor pa izvira še iz antičnih časov. V okolici kraja so bili najdeni številni galo-romanski izdelki, ki se sedaj nahajajo v krajevnem muzeju.
Kasneje v 5. in 6. stoletju je bil Montargis močno oporišče frankovskega kralja Klodvika I.
V srednjem veku je bil kraj pod Courtenayi, ki so dali na hribu nad njim zgraditi grad. Leta 1188 je bil predan francoskim kraljem, v 14. in 15. stoletju pa je bil kraljeva rezidenca.
V času stoletne vojne 1427 je bil oblegan s strani Angležev, ki pa so pri tem doživeli prvi resnejši poraz od začetka vojne. Dve leti kasneje je po neuspešnem obleganju Pariza (september 1429) skozenj na poti v Gien potovala Ivana Orleanska. Po koncu vojne je francoski kralj Karel VII. nagradil kraj z različnimi privilegiji. V letu 1490 je njegov naslednik Karel VIII. uradno razglasil kraj za Montargis Le Franc (Montargis brez davkov). Okrajšava MLF se je znašla tudi na uradnem krajevnem grbu. Ta privilegij se je obnavljal z vsakim naslednikom vse do francoske revolucije, ko je bil ukinjen.

## Znamenitosti
- grad Château de Montargis iz 12. stoletja,
- župnijska cerkev sv. Magdalene.

## Pobratena mesta
- Crowborough (Združeno kraljestvo),
- Greven (Nemčija).